# Oxyopes ubensis
Oxyopes ubensis är en spindelart som beskrevs av Embrik Strand 1906. Oxyopes ubensis ingår i släktet Oxyopes och familjen lospindlar.
Artens utbredningsområde är Etiopien. Inga underarter finns listade i Catalogue of Life.